# Julien-Charles Baguenier Desormeaux
Julien-Charles Baguenier Desormeaux, (né le 13 décembre 1752 à Brée et mort le 22 mars 1802 à Mosnes) est un officier vendéen.

## Biographie
Il est le fils de Julien Baguenier Desormeaux, marchand et laboureur, et de Charlotte Provost, et le frère de Louis-Jean-Baptiste-Étienne et de Jean-Charles. 
Il épousa Françoise Archambault le 4 juillet 1780.
Après avoir fait un congé en Corse, il est reçu chirurgien aux Ponts-de-Cé le 13 septembre 1780.
Au mois de mai 1793, avec ses trois jeunes frères, il  rejoint l'armée vendéenne  et défend le passage de la Loire à Mozé, (poste important qui gardait l'un des principaux passages du territoire insurgé, et dont il avait le commandement en sa qualité d'ancien militaire).
Le 12 septembre 1793, avec une centaine d'hommes, il soutient pendant quatre heures, à la hauteur du château de Clayes à Soulaines, le choc d'une colonne républicaine aux ordres du général Turreau, et donne aux postes royalistes voisins le temps d'accourir. À midi, les Vendéens reprennent l'offensive et forcent les républicains à se rejeter sur Les Ponts-de-Cé, laissant 60 morts sur le terrain, et 32 prisonniers. Le plus jeune des quatre frères Baguenier Desormeaux fut mortellement blessé pendant ce combat.

## Sources et bibliographie
« Julien-Charles Baguenier Desormeaux », dans Alphonse-Victor Angot et Ferdinand Gaugain, Dictionnaire historique, topographique et biographique de la Mayenne, Laval, A. Goupil, 1900-1910 [détail des éditions] (BNF 34106789, présentation en ligne)